# Contea autonoma manciù di Xinbin
La contea autonoma manciù di Xinbin (新宾满族自治县S, Xīnbīn Mǎnzú ZìzhìxiànP) è una contea della Cina, situata nella provincia di Liaoning e amministrata dalla prefettura di Fushun.